# Нік Калкін
Ніколас (Нік) Джеймс Калкін (англ. Nicholas "Nick" James Culkin; нар. 6 липня 1978) — англійський футболіст, воротар.
Уродженець Йорка Калкін почав футбольну кар'єру в академії «Йорк Сіті», а у вересні 1995 року приєднався до академії «Манчестер Юнайтед» за 250 тисяч фунтів. 22 серпня 1999 року провів свій єдиний матч в основному складі "Манчестер Юнайтед «, вийшовши на заміну Раймонду ван дер Гау у доданий час матчу Прем'єр-ліги проти „Арсеналу“ на стадіоні „Хайбері“ після того, як Мартін Кіоун вдарив в обличчя коліном нідерландському воротареві „Юнайтед“. Йому належить рекорд найкоротшого дебюту в Прем'єр-лізі: після виходу на заміну Калкін ввів м'яч у гру після штрафного удару, і відразу після цього суддя Грем Пол свистком оголосив про закінчення матчу. „Манчестер Юнайтед“ здобув у тому матчі перемогу з рахунком 2:1 завдяки „дублю“ Роя Кіна, а вся кар'єра Калкіна в „Юнайтед“ звелася до одного удару зі штрафного. Також Калкін має дві медалі учасника Суперкубку Англії за перебування на лаві запасних „Манчестер Юнайтед“ у 1998 та 1999 роках (в обох випадках „Юнайтед“ програв).
Бувши гравцем „Манчестер Юнайтед“, Калкін тричі вирушав в оренду: в „Галл Сіті“, в „Бристоль Роверз“ та в „Лівінгстон“. У липні 2002 року остаточно залишив команду, ставши гравцем клубу» Квінз Парк Рейнджерс ". Провів за команду понад 20 матчів. У квітні 2005 року оголосив про завершення кар'єри у зв'язку з хронічною травмою коліна.
У серпні 2010 року Калкін оголосив про відновлення кар'єри гравця, підписавши контракт із клубом Північної Прем'єр-ліги «Редкліфф Боро». У сезоні 2011/12 він навіть був включений до символічної «команди року» Першого північного дивізіону Північної Прем'єр-ліги. Також він двічі визнавався найкращим гравцем року в клубі за версією вболівальників і один раз — за версією гравців. Виступав за клуб до жовтня 2012 року. У листопаді 2012 року став гравцем клубу «Прескот Кейблз».

## Статистика виступів
| Клуб                 | Роки      | Лига | Лига | Кубок Англії | Кубок Англії | Кубок ліги | Кубок ліги | Єврокубки | Єврокубки | Інші | Інші | Разом | Разом |
| Клуб                 | Роки      | Ігри | Голи | Ігри         | Голи         | Ігри       | Голи       | Ігри      | Голи      | Ігри | Голи | Ігри  | Голи  |
| -------------------- | --------- | ---- | ---- | ------------ | ------------ | ---------- | ---------- | --------- | --------- | ---- | ---- | ----- | ----- |
| Манчестер Юнайтед    | 1997—2002 | 1    | 0    | 0            | 0            | 0          | 0          | 0         | 0         | 0    | 0    | 1     | 0     |
| Халл Сіті            | 1999—2000 | 4    | 0    | 0            | 0            | 0          | 0          | –         | –         | 0    | 0    | 4     | 0     |
| Бристоль Сіті        | 2000—2001 | 45   | 0    | 1            | 0            | 5          | 0          | –         | –         | 3    | 0    | 55    | 0     |
| Лівінгстон           | 2001—2002 | 21   | 0    | 2            | 0            | 2          | 0          | –         | –         | 0    | 0    | 25    | 0     |
| Куинз Парк Рейнджерс | 2002—2005 | 22   | 0    | 0            | 0            | 0          | 0          | –         | –         | 3    | 0    | 25    | 0     |
| Рэдкліфф Боро        | 2010—2012 | 37   | 0    | 2            | 0            | 0          | 0          | –         | –         | 10   | 0    | 49    | 0     |
| Разом                | Разом     | 130  | 0    | 5            | 0            | 7          | 0          | 0         | 0         | 16   | 0    | 158   | 0     |